# Municipio de Brookfield (condado de Noble)
El municipio de Brookfield (en inglés: Brookfield Township) es un municipio ubicado en el condado de Noble en el estado estadounidense de Ohio. En el año 2010 tenía una población de 99 habitantes y una densidad poblacional de 1,25 personas por km².

## Geografía
El municipio de Brookfield se encuentra ubicado en las coordenadas 39°47′18″N 81°38′33″O / 39.78833, -81.64250. Según la Oficina del Censo de los Estados Unidos, el municipio tiene una superficie total de 78.99 km², de la cual 77,08 km² corresponden a tierra firme y (2,42 %) 1,91 km² es agua.

## Demografía
Según el censo de 2010, había 99 personas residiendo en el municipio de Brookfield. La densidad de población era de 1,25 hab./km². De los 99 habitantes, el municipio de Brookfield estaba compuesto por el 88,89 % blancos, el 7,07 % eran de otras razas y el 4,04 % eran de una mezcla de razas. Del total de la población el 8,08 % eran hispanos o latinos de cualquier raza.